# Juraj Žudel
Juraj Žudel (Nemesócsa, 1929. január 9. – 2009. december 18.) szlovák történeti földrajz-professzor, a Szlovák Tudományos Akadémia Földrajzi Intézetének munkatársa.

## Élete
Csehszlovák vámőr családba született. 1948-ban beiratkozott a pozsonyi Szlovák Egyetem (Comenius Egyetem) Bölcsészkarára, pedagógus irányultságú filozófia-történelem szakpárra. 2 évre rá azonban átlépett levéltáros-történelem szakra. 1952-ben fejezte be felsőfokú tanulmányait és két év katonai szolgálat után a Belügyminisztérium levéltáros igazgatóságára került. Innét a pozsonyi Központi Levéltárba került, ahol 12 éven át dolgozott mint levéltáros teoretikus. 1968-ban a Szlovák Tudományos Akadémia Földrajzi Intézetébe lépett be, ahol nyugdíjba vonulásáig (1992) dolgozott. Itt vált belőle sokoldalú szakember, aki főként a történeti földrajz terén kamatoztatta tudását.
1997-től közösen dolgozott a Szlovák Köztársaság földrajzi atlaszán (2002). 1977-től 1998-ig Pozsonyban a Comenius Egyetem, 1994-től 2008-ig pedig a Nagyszombati Egyetem Bölcsészkarán oktatott. 2007 novemberétől a Szlovákia (területének) késő középkori megtelepedésén (2010) dolgozott. Több helytörténeti mű társszerzője (például Modor (2006)). A Slovenská archivistika folyóirat szerkesztőbizottsági tagja volt.
Modorban helyezték örök nyugalomra.

## Elismerései
- 1974 Matej Bel-emlékérem
- 1979 Pavol Krížko-emlékérem

## Főbb művei
- 1961 Archívy hodnoverných miest na Slovensku. Archívní časopis 11/2, 70-78.
- 1967 Pramene k dejinám rakúskych panstiev v pálffyovských archívoch na Slovensku. Slovenská archivistika 1967/1, 64-91.
- 1991 Fuggerovci na Červenom Kameni 1535-1583
- 2002 Osídlenie severnej časti Komárňanskej stolice v prvej polovici 16. storočia. Zborník Filozofickej fakulty Univerzity Komenského - Historica 45, 249-255
- 2003 Príručka chronológie
- 2004 Panstvo Červený Kameň
- 2006 Problematika osídlenia a verejnej správy v Atlase krajiny Slovenskej republiky. Slovenská Archivistika 41/1, 87-101.
- 2007 Dejiny Modry. Modra. (tsz. Ján Dubovský)
- 2007 Osobnosť Lazara, tvorcu mapy Uhorska z roku 1528. Slovenská Archivistika 42/2, 32-39.
- 2008 Lazarus - Michal Rožeň (? - 1542) - zakladateľ slovenskej kartografie. (K 480. výročiu vydania jeho mapy Uhorska). Historický zborník 18/1, 233-235.
- 2010 Osídlenie Slovenska v neskorom stredoveku

## Tagságai és kitüntetései
- 1995: Szlovákia városai uniójának tiszteletbeli tagja[halott link]